# مارک تاکای
مارک تاکای (انگلیسی: Mark Takai؛ ۱ ژوئیهٔ ۱۹۶۷ – ۲۰ ژوئیهٔ ۲۰۱۶) یک سیاست‌مدار اهل ایالات متحده آمریکا بود. وی در سال‌های ۲۰۱۵ و ۲۰۱۶ به عنوان نماینده حوزه انتخابیه اول هاوایی عضو مجلس نمایندگان ایالات متحده آمریکا بود